# Čajkov
Čajkov (ungarisch Csejkő) ist eine Gemeinde in der West-Mitte der Slowakei mit 930 Einwohnern (Stand 31. Dezember 2024), die zum Okres Levice, einem Teil des Nitriansky kraj gehört.

## Geographie

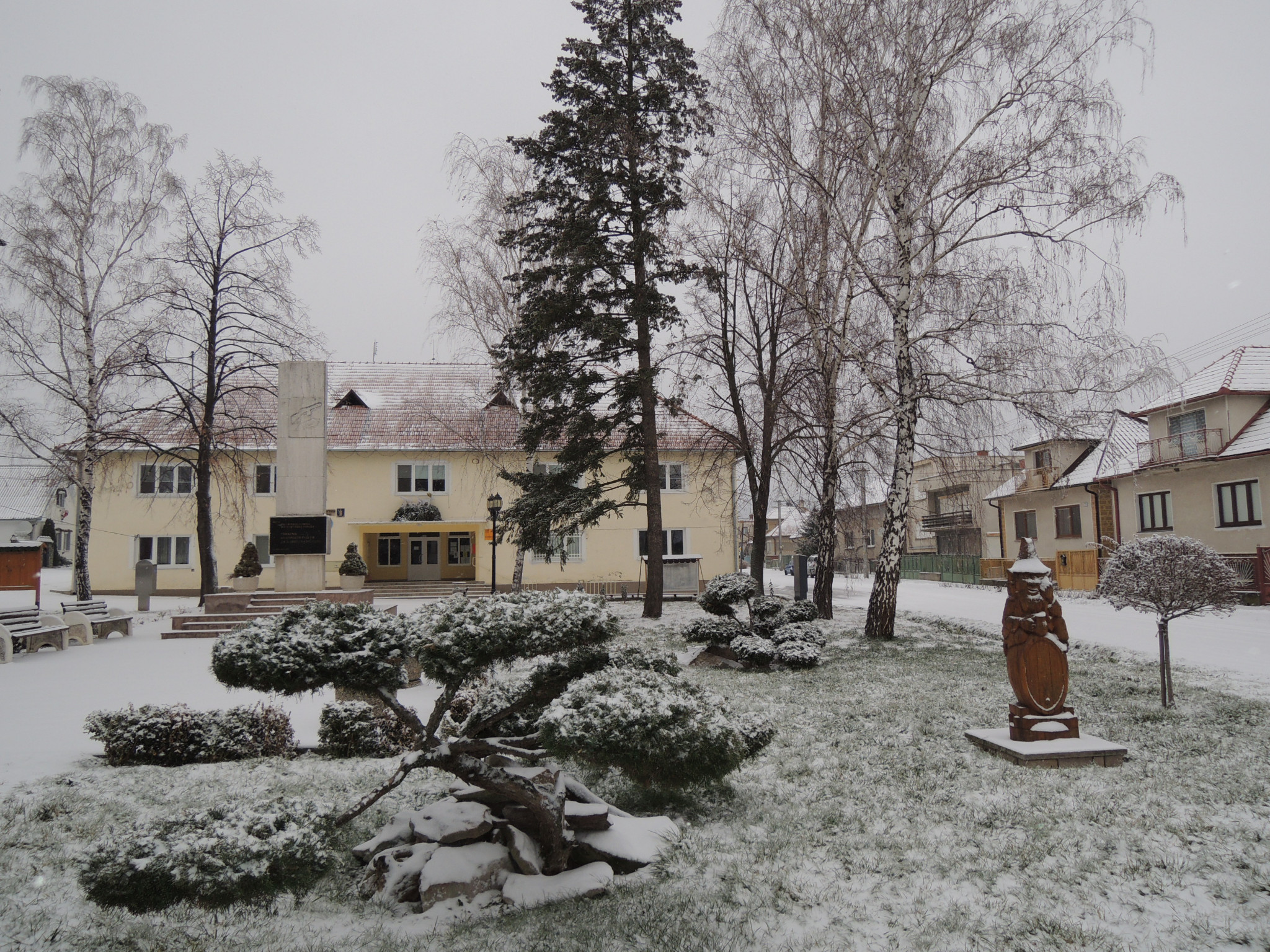
Ortszentrum von Čajkov im Winter

Die Gemeinde befindet sich im Nordteil des Hügellands Ipeľská pahorkatina, einem Teil des slowakischen Donautieflands sowie in den Schemnitzer Bergen. Der Ort wird vom Bach Čajkovský potok im Flusssystem Hron durchflossen, auf den Hängen der Schemnitzer Berge findet man Weingärten. Das Ortszentrum liegt auf einer Höhe von 188 m n.m. und ist neun Kilometer von Levice entfernt.
Nachbargemeinden sind Tekovská Breznica im Norden, Devičany im Nordosten, Nová Dedina im Osten, Hronské Kosihy im Süden und Rybník im Westen.

## Geschichte
Das Gemeindegebiet von Čajkov ist seit der Steinzeit besiedelt; bisherige archäologische Funde weisen auf Siedlungen der Lengyel-Kultur, aus der Bronze-, Hallstatt-, Latènezeit sowie Zeit des Mährerreichs hin.
Der Ort selbst wurde zum ersten Mal 1276 als Chewku schriftlich erwähnt und gehörte anfangs der Abtei von Hronský Beňadik und kam danach stufenweise zum Gut des Erzbistums Gran. Die erste Kirche wurde 1450 geweiht. Im späten 16. und dem 17. Jahrhundert wurde die Ortschaft wegen der Türkenkriege mehrmals in Mitleidenschaft gezogen: 1599 wurde sie von den Türken niedergebrannt, 1624 wurden insgesamt 202 Einwohner fortgeschleppt. 1720 hatte Čajkov eine Mühle, eine Gaststätte sowie 70 Steuerpflichtigen, 1828 zählte man 143 Häuser und 1000 Einwohner, die von Landwirtschaft und Weinbau lebten.
Bis 1918 gehörte der im Komitat Barsch liegende Ort zum Königreich Ungarn und kam danach zur Tschechoslowakei beziehungsweise heute Slowakei.

## Bevölkerung
| Jahr                | 1994 | 2004    | 2014    | 2024    |
| ------------------- | ---- | ------- | ------- | ------- |
| Anzahl der Personen | 1081 | 1034    | 978     | 930     |
| Unterschied         |      | −4,34 % | −5,41 % | −4,90 % |

| Jahr                | 2023 | 2024    |
| ------------------- | ---- | ------- |
| Anzahl der Personen | 933  | 930     |
| Unterschied         |      | −0,32 % |

Gemäß der Volkszählung 2011 wohnten in Čajkov 1013 Einwohner, davon 988 Slowaken, zwei Magyaren und ein Ukrainer; zwei Einwohner gehörten einer anderen Ethnie an. 20 Einwohner machten diesbezüglich keine Angabe. 924 Einwohner bekannten sich zur römisch-katholischen Kirche, vier Einwohner zur evangelischen Kirche A. B., zwei Einwohner zur orthodoxen Kirche und jeweils ein Einwohner zur griechisch-katholischen Kirche, zur jüdischen Gemeinde sowie zur reformierten Kirche; ein Einwohner bekannte sich zu einer anderen Konfession. 31 Einwohner waren konfessionslos und bei 48 Einwohnern wurde die Konfession nicht ermittelt.

## Bauwerke

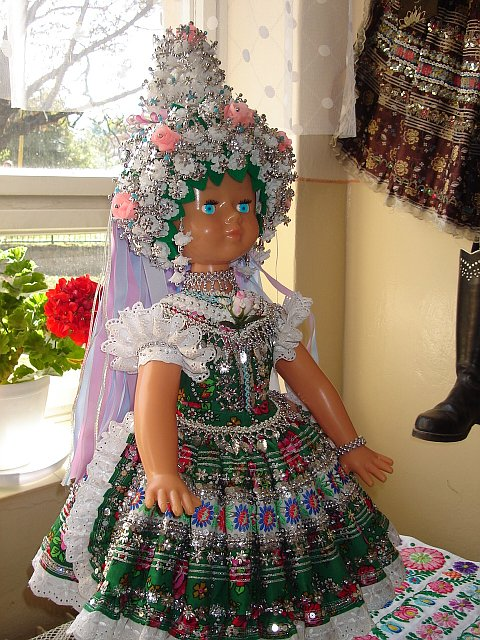
Eine Puppe in Tracht aus Čajkov

- römisch-katholische Nikolauskirche aus dem Jahr 1779